# Power Volley Milano
Power Volley Milano – włoski męski klub siatkarski, powstały w 2010 r. w Mediolanie. Obecnie drużyna występuje w Serie A pod nazwą Allianz Milano.

## Nazwy klubu
- 2010-2011 Getfit Parabiago Milano
- 2012-2014 IT&LY Milano
- 2014-2018 Revivre Milano
- 2018-2019 Revivre Axopower Milano
- 2019- Allianz Milano

## Trenerzy
| Lata      | Imię i nazwisko |
| --------- | --------------- |
| 2011-2015 | Marco Maranesi  |
| 2015-2017 | Luca Monti      |
| 2017-2019 | Andrea Giani    |
| 2019-     | Roberto Piazza  |

## Bilans sezon po sezonie
| Sezon     | Rozgrywki ligowe | Rozgrywki ligowe | Puchar Włoch     | Europejskie puchary | Europejskie puchary |                  |
| Sezon     | Poziom           | Miejsce          | Puchar Włoch     | Rozgrywki klubowe   | Osiągnięcie         |                  |
| --------- | ---------------- | ---------------- | ---------------- | ------------------- | ------------------- | ---------------- |
| 2010/2011 | Serie B2         | 2. miejsce       |                  |                     |                     |                  |
| 2011/2012 | Klub nie istniał | Klub nie istniał | Klub nie istniał | Klub nie istniał    | Klub nie istniał    | Klub nie istniał |
| 2012/2013 | Serie B1         | 3. miejsce       |                  |                     |                     |                  |
| 2013/2014 | Serie A2         | 6. miejsce       |                  |                     |                     |                  |
| 2014/2015 | Serie A1         | 12. miejsce      |                  |                     |                     |                  |
| 2015/2016 | Serie A1         | 11. miejsce      |                  |                     |                     |                  |
| 2016/2017 | Serie A1         | 14. miejsce      |                  |                     |                     |                  |
| 2017/2018 | Serie A1         | 9. miejsce       |                  |                     |                     |                  |
| 2018/2019 | Serie A1         | 5. miejsce       |                  |                     |                     |                  |
| 2019/2020 | Serie A1         | —                | ćwierćfinał      | Puchar Challenge    | awans do 1/2 finału |                  |
| 2020/2021 | Serie A1         | 8. miejsce       | ćwierćfinał      | Puchar Challenge    | 1. miejsce          |                  |
| 2021/2022 | Serie A1         | 6. miejsce       | półfinał         |                     |                     |                  |
| 2022/2023 | Serie A1         | 4. miejsce       | półfinał         |                     |                     |                  |
| 2023/2024 | Serie A1         | 3. miejsce       | półfinał         | Puchar CEV          | runda play-off      |                  |
| 2024/2025 | Serie A1         | 5. miejsce       | ćwierćfinał      | Liga Mistrzów       | runda play-off      |                  |

- Sezon 2019/2020 we Włoszech został przerwany z powodu rozprzestrzenia się koronawirusa

Poziom rozgrywek:
     pierwszy, najwyższy ogólnokrajowy
     drugi
     trzeci
     czwarty
     piąty

## Sukcesy
Puchar Challenge:
- 2021

Serie A1:
- 2024[3]

## Kadra

### Sezon 2025/2026[4]
| Nr                        | Imię i nazwisko      | Data ur. | Wzrost | Pozycja      |
| ------------------------- | -------------------- | -------- | ------ | ------------ |
| 1                         | Matej Kazijski       | 1984     | 202    | przyjmujący  |
| 5                         | Damiano Catania      | 2001     | 180    | libero       |
| 7                         | Ferre Reggers        | 2003     | 201    | atakujący    |
| 15                        | Tatsunori Otsuka     | 2000     | 195    | przyjmujący  |
| Potwierdzone transfery    |                      |          |        |              |
|                           | Seppe Rotty          | 2001     | 190    | przyjmujący  |
|                           | Fernando Kreling     | 1996     | 185    | rozgrywający |
|                           | Francesco Recine     | 1999     | 185    | przyjmujący  |
| Niepotwierdzone transfery |                      |          |        |              |
|                           | Giovanni Sanguinetti | 2000     | 202    | środkowy     |
|                           | Gabriele Di Martino  | 1997     | 199    | środkowy     |
|                           | Tommaso Ichino       | 2004     | 202    | przyjmujący  |

### Sezon 2024/2025
| Nr | Imię i nazwisko  | Data ur. | Wzrost | Pozycja      |
| -- | ---------------- | -------- | ------ | ------------ |
| 1  | Matej Kazijski   | 1984     | 202    | przyjmujący  |
| 2  | Matteo Staforini | 2003     | 193    | libero       |
| 3  | Jacopo Larizza   | 1998     | 204    | środkowy     |
| 4  | Nicola Zonta     | 2000     | 186    | rozgrywający |
| 5  | Damiano Catania  | 2001     | 180    | libero       |
| 7  | Ferre Reggers    | 2003     | 201    | atakujący    |
| 10 | Tommaso Barotto  | 2005     | 212    | atakujący    |
| 11 | Matteo Piano     | 1990     | 207    | środkowy     |
| 12 | Jordan Schnitzer | 1999     | 198    | środkowy     |
| 13 | Davide Gardini   | 1999     | 203    | przyjmujący  |
| 15 | Tatsunori Otsuka | 2000     | 195    | przyjmujący  |
| 16 | Paolo Porro      | 2001     | 183    | rozgrywający |
| 17 | Yacine Louati    | 1992     | 197    | przyjmujący  |
| 18 | Edoardo Caneschi | 1997     | 205    | środkowy     |

### Sezon 2023/2024
| Nr | Imię i nazwisko  | Data ur. | Wzrost | Pozycja               |
| -- | ---------------- | -------- | ------ | --------------------- |
| 1  | Matej Kazijski   | 1984     | 202    | przyjmujący           |
| 2  | Osniel Melgarejo | 1997     | 195    | przyjmujący           |
| 4  | Nicola Zonta     | 2000     | 186    | rozgrywający          |
| 5  | Damiano Catania  | 2001     | 180    | libero                |
| 6  | Marco Vitelli    | 1996     | 202    | środkowy              |
| 7  | Ferre Reggers    | 2003     | 201    | przyjmujący/atakujący |
| 8  | Agustín Loser    | 1997     | 193    | środkowy              |
| 10 | Andrea Innocenzi | 2000     | 203    | środkowy              |
| 11 | Matteo Piano     | 1990     | 207    | środkowy              |
| 14 | Yūki Ishikawa    | 1995     | 191    | przyjmujący           |
| 16 | Paolo Porro      | 2001     | 183    | rozgrywający          |
| 17 | Luca Colombo     | 2004     | 178    | libero                |
| 30 | Petar Đirlić     | 1997     | 205    | atakujący             |

### Sezon 2022/2023
| Nr | Imię i nazwisko                  | Data ur. | Wzrost | Pozycja      |
| -- | -------------------------------- | -------- | ------ | ------------ |
| 2  | Osniel Melgarejo                 | 1997     | 195    | przyjmujący  |
| 3  | Klistan Lawrence                 | 2003     | 196    | atakujący    |
| 5  | Federico Bonacchi                | 2004     | 189    | rozgrywający |
| 6  | Marco Vitelli                    | 1996     | 202    | środkowy     |
| 7  | Francesco Fusaro (od 03.12.2022) | 1999     | 200    | środkowy     |
| 8  | Agustín Loser                    | 1997     | 193    | środkowy     |
| 9  | Jean Patry                       | 1996     | 207    | atakujący    |
| 11 | Matteo Piano                     | 1990     | 207    | środkowy     |
| 14 | Yūki Ishikawa                    | 1995     | 191    | przyjmujący  |
| 16 | Paolo Porro                      | 2001     | 183    | rozgrywający |
| 17 | Luca Colombo                     | 2004     | 178    | libero       |
| 18 | Nicola Pesaresi                  | 1991     | 190    | libero       |
| 22 | Milad Ebadipur                   | 1993     | 196    | przyjmujący  |

### Sezon 2021/2022
| Nr | Imię i nazwisko       | Data ur. | Wzrost | Pozycja      |
| -- | --------------------- | -------- | ------ | ------------ |
| 2  | Matteo Staforini      | 2003     | 192    | libero       |
| 5  | Nicola Daldello       | 1983     | 184    | rozgrywający |
| 7  | Yuri Romanò           | 1997     | 203    | atakujący    |
| 8  | Matteo Maiocchi       | 1998     | 191    | przyjmujący  |
| 9  | Jean Patry            | 1996     | 207    | atakujący    |
| 10 | Barthélémy Chinenyeze | 1998     | 202    | środkowy     |
| 11 | Matteo Piano          | 1990     | 207    | środkowy     |
| 12 | Leandro Mosca         | 2000     | 206    | środkowy     |
| 14 | Yūki Ishikawa         | 1995     | 191    | przyjmujący  |
| 15 | Jovan Djokic          | 1993     | 190    | przyjmujący  |
| 16 | Paolo Porro           | 2001     | 183    | rozgrywający |
| 17 | Thomas Jaeschke       | 1993     | 200    | przyjmujący  |
| 18 | Nicola Pesaresi       | 1991     | 190    | libero       |

### Sezon 2020/2021
| Nr | Imię i nazwisko             | Data ur. | Wzrost | Pozycja      |
| -- | --------------------------- | -------- | ------ | ------------ |
| 2  | Matteo Staforini            | 2003     | 192    | libero       |
| 3  | Luka Basic                  | 1995     | 201    | przyjmujący  |
| 4  | Jan Kozamernik              | 1995     | 204    | środkowy     |
| 5  | Nicola Daldello             | 1983     | 184    | rozgrywający |
| 6  | Riccardo Sbertoli           | 1998     | 190    | rozgrywający |
| 7  | Stephen Maar                | 1994     | 201    | przyjmujący  |
| 8  | Luan Weber                  | 1991     | 202    | atakujący    |
| 9  | Jean Patry                  | 1996     | 207    | atakujący    |
| 10 | Matteo Meschiari            | 2002     | 201    | przyjmujący  |
| 11 | Matteo Piano                | 1990     | 207    | środkowy     |
| 12 | Leandro Mosca               | 2000     | 206    | środkowy     |
| 14 | Yūki Ishikawa               | 1995     | 191    | przyjmujący  |
| 17 | Tine Urnaut (od 26.11.2020) | 1988     | 201    | przyjmujący  |
| 18 | Nicola Pesaresi             | 1991     | 190    | libero       |

### Sezon 2019/2020
| Nr | Imię i nazwisko   | Data ur. | Wzrost | Pozycja      |
| -- | ----------------- | -------- | ------ | ------------ |
| 1  | Nimir Abdel-Aziz  | 1992     | 201    | atakujący    |
| 2  | Nicoló Hoffer     | 2000     | 180    | libero       |
| 3  | Luka Basic        | 1995     | 201    | przyjmujący  |
| 4  | Jan Kozamernik    | 1995     | 204    | środkowy     |
| 5  | Marco Izzo        | 1994     | 195    | rozgrywający |
| 6  | Riccardo Sbertoli | 1998     | 190    | rozgrywający |
| 8  | Aimone Alletti    | 1988     | 207    | środkowy     |
| 9  | Nemanja Petrić    | 1987     | 205    | przyjmujący  |
| 10 | Fabrizio Gironi   | 2000     | 200    | przyjmujący  |
| 11 | Matteo Piano      | 1990     | 207    | środkowy     |
| 12 | Linus Weber       | 1998     | 200    | atakujący    |
| 15 | Aleksandar Okolić | 1993     | 205    | środkowy     |
| 17 | Trévor Clévenot   | 1994     | 199    | przyjmujący  |
| 18 | Nicola Pesaresi   | 1991     | 190    | libero       |

### Sezon 2018/2019
| Nr | Imię i nazwisko               | Data ur. | Wzrost | Pozycja      |
| -- | ----------------------------- | -------- | ------ | ------------ |
| 1  | Nimir Abdel-Aziz              | 1992     | 201    | atakujący    |
| 2  | Nicoló Hoffer                 | 2000     | 180    | libero       |
| 3  | Luka Basic                    | 1995     | 201    | przyjmujący  |
| 4  | Jan Kozamernik                | 1995     | 204    | środkowy     |
| 5  | Marco Izzo                    | 1994     | 195    | rozgrywający |
| 6  | Riccardo Sbertoli             | 1998     | 190    | rozgrywający |
| 7  | Alessandro Tondo              | 1991     | 202    | środkowy     |
| 8  | Stephen Maar                  | 1994     | 201    | przyjmujący  |
| 9  | Simon Hirsch                  | 1992     | 205    | atakujący    |
| 10 | Fabrizio Gironi               | 2000     | 200    | przyjmujący  |
| 11 | Matteo Piano                  | 1990     | 207    | środkowy     |
| 12 | Elia Bossi                    | 1994     | 202    | środkowy     |
| 14 | Klemen Čebulj (od 07.03.2019) | 1992     | 202    | przyjmujący  |
| 17 | Trévor Clévenot               | 1994     | 199    | przyjmujący  |
| 18 | Nicola Pesaresi               | 1991     | 190    | libero       |

### Sezon 2017/2018
| Nr | Imię i nazwisko       | Data ur. | Wzrost | Pozycja      |
| -- | --------------------- | -------- | ------ | ------------ |
| 1  | Nimir Abdel-Aziz      | 1992     | 201    | atakujący    |
| 2  | Alessandro Piccinelli | 1997     | 191    | libero       |
| 4  | Kévin Klinkenberg     | 1990     | 198    | przyjmujący  |
| 5  | Nicola Daldello       | 1983     | 184    | rozgrywający |
| 6  | Riccardo Sbertoli     | 1998     | 190    | rozgrywający |
| 7  | Alessandro Tondo      | 1991     | 202    | środkowy     |
| 8  | Ruben Schott          | 1994     | 192    | przyjmujący  |
| 9  | Ángel Pérez           | 1982     | 190    | rozgrywający |
| 11 | Matteo Piano          | 1990     | 207    | środkowy     |
| 12 | Gianluca Galassi      | 1997     | 201    | środkowy     |
| 13 | Taylor Averill        | 1992     | 205    | środkowy     |
| 15 | Fabio Fanuli          | 1985     | 188    | libero       |
| 16 | Alessandro Preti      | 1992     | 204    | przyjmujący  |
| 18 | Klemen Čebulj         | 1992     | 202    | przyjmujący  |

### Sezon 2016/2017
| Nr | Imię i nazwisko   | Data ur. | Wzrost | Pozycja      |
| -- | ----------------- | -------- | ------ | ------------ |
| 3  | Danilo Cortina    | 1987     | 188    | libero       |
| 4  | Nicholas Hoag     | 1992     | 200    | przyjmujący  |
| 5  | Andrea Galaverna  | 1994     | 195    | przyjmujący  |
| 6  | Riccardo Sbertoli | 1998     | 190    | rozgrywający |
| 7  | Alessandro Tondo  | 1991     | 202    | środkowy     |
| 8  | Todor Skrimow     | 1990     | 192    | przyjmujący  |
| 9  | Rasmus Nielsen    | 1994     | 198    | przyjmujący  |
| 10 | Gabriele Rudi     | 1994     | 178    | libero       |
| 11 | Giorgio De Togni  | 1985     | 202    | środkowy     |
| 12 | Gianluca Galassi  | 1997     | 201    | środkowy     |
| 13 | Ángel Dennis      | 1977     | 194    | atakujący    |
| 14 | Dante Boninfante  | 1977     | 188    | rozgrywający |
| 15 | Saša Starović     | 1988     | 207    | atakujący    |
| 16 | Paweł Adamajtis   | 1990     | 198    | atakujący    |
| 18 | Federico Marretta | 1990     | 189    | przyjmujący  |

### Sezon 2015/2016
| Nr | Imię i nazwisko    | Data ur. | Wzrost | Pozycja      |
| -- | ------------------ | -------- | ------ | ------------ |
| 1  | Danaił Miłuszew    | 1984     | 200    | atakujący    |
| 2  | Filip Gavenda      | 1996     | 200    | atakujący    |
| 4  | Aimone Alletti     | 1988     | 207    | środkowy     |
| 5  | Daniele Sottile    | 1979     | 186    | rozgrywający |
| 6  | Riccardo Sbertoli  | 1998     | 190    | rozgrywający |
| 8  | Todor Skrimow      | 1990     | 192    | przyjmujący  |
| 9  | Renato Russomanno  | 1983     | 196    | przyjmujący  |
| 10 | Federico Tosi      | 1991     | 185    | libero       |
| 11 | Giorgio De Togni   | 1985     | 202    | środkowy     |
| 12 | Roberto Rivan      | 1994     | 182    | libero       |
| 13 | Kamil Baránek      | 1983     | 198    | przyjmujący  |
| 14 | Dante Boninfante   | 1977     | 188    | rozgrywający |
| 15 | Krasimir Georgiew  | 1995     | 203    | środkowy     |
| 17 | Matteo Burgsthaler | 1981     | 198    | środkowy     |
| 18 | Federico Marretta  | 1990     | 189    | przyjmujący  |

### Sezon 2014/2015
| Nr | Imię i nazwisko     | Data ur. | Wzrost | Pozycja      |
| -- | ------------------- | -------- | ------ | ------------ |
| 1  | Milan Bencz         | 1987     | 206    | atakujący    |
| 2  | Willian Bermudez    | 1994     | 205    | atakujący    |
| 4  | Robert Horstink     | 1981     | 201    | przyjmujący  |
| 5  | Joseph Kauliakamoa  | 1989     | 198    | rozgrywający |
| 6  | Andrea Cerbo        | 1985     | 184    | libero       |
| 7  | Bruno Temponi       | 1986     | 190    | przyjmujący  |
| 8  | Stefano Patriarca   | 1987     | 205    | środkowy     |
| 9  | Marco Rizzo         | 1990     | 185    | libero       |
| 10 | Giordano Mattera    | 1983     | 200    | rozgrywający |
| 11 | Giorgio De Togni    | 1985     | 202    | środkowy     |
| 12 | Vinicius Dos Santos | 1986     | 196    | przyjmujący  |
| 13 | Péter Veres         | 1979     | 200    | przyjmujący  |
| 14 | Alessandro Preti    | 1992     | 204    | przyjmujący  |
| 17 | Damiano Valsecchi   | 1991     | 200    | środkowy     |

### Sezon 2013/2014
| Nr | Imię i nazwisko     | Data ur. | Wzrost | Pozycja      |
| -- | ------------------- | -------- | ------ | ------------ |
| 2  | Edoardo Pizzileo    | 1994     | 187    | przyjmujący  |
| 3  | Sergio Seregni      | 1987     | 195    | libero       |
| 4  | Luca Di Felice      | 1984     | 202    | środkowy     |
| 5  | Giacomo Rigoni      | 1979     | 200    | przyjmujący  |
| 6  | Luca Sirri          | 1983     | 195    | przyjmujący  |
| 7  | Matteo Daolio       | 1979     | 195    | atakujący    |
| 8  | Lorenzo Tescaro     | 1994     | 195    | rozgrywający |
| 9  | Milan Bencz         | 1987     | 206    | atakujący    |
| 10 | Giordano Mattera    | 1983     | 200    | rozgrywający |
| 11 | Andrea Cerbo        | 1985     | 184    | libero       |
| 12 | Emiliano Giglioli   | 1985     | 195    | środkowy     |
| 13 | Matteo Bertoli      | 1988     | 196    | przyjmujący  |
| 14 | Nemanja Jakovljević | 1986     | 198    | przyjmujący  |
| 15 | Marco Barsi         | 1985     | 198    | środkowy     |
| 17 | Damiano Valsecchi   | 1991     | 200    | środkowy     |